# BBC Three
BBC Three（ビービーシー・スリー）は、英国放送協会（BBC）のインターネットテレビチャンネル。2003年2月9日にそれまでのBBC Choiceに代わって開局。2016年2月16日よりオンラインでの配信を開始し、2016年3月31日にデジタル放送を停波しオンライン配信に一本化されたが、2022年2月1日に再びデジタル放送が開始された。イメージカラーは緑色■。

## 概要
BBC Threeは17歳から34歳までをターゲットを目的としたチャンネル。放送時間は午後7時から深夜4時までで、それ以外は放送されない。

2008年までのロゴ

2015年までのロゴ

2016年から2021年10月20日までの旧ロゴ

2021年10月20日から2022年01月31日までの旧ロゴ

## 主な番組
- 秘密情報部トーチウッド（第1シリーズ。第2シリーズはBBC Two、第3シリーズはBBC Oneで放送）
- リトル・ブリテン（第1・第2シリーズ）
- アメリカン・ダッド（FOX制作）
- Japanorama